# ベリンダ・モンゴメリー
ベリンダ・モンゴメリー（英：Belinda Montgomery、1950年7月23日 - ）は、カナダ系アメリカ人の女優。1970年代までは「ベリンダ・J・モンゴメリー」とクレジットされている。

## 略歴
カナダのウィニペグ出身。父親はテレビ俳優のセシル・モンゴメリー。姉のタニス、弟のリーも俳優である。
子供の頃に父親に連れられスタジオを訪れたとき、収録に子役の男の子が現れないのでたまたま居合わせたベリンダが代役を務めたのが最初の仕事だった。その後もいくつかの番組に出演した。
美術が得意で10歳のときカナダの著名なニュースキャスターが彼女の水彩画を50ドルで購入した。翌年父親の仕事で家族とロンドンに2年間住んだことがあり、姉妹でチョコレートのテレビCMに起用された。
帰国後はトロントに住み、モデルの専門学校に通いながらツィッギーのショーに出演したことがある。17歳でテレビシリーズ"Barney Boomer"(1967)でデビュー。子供向けのテレビ映画 ”Hey,Cinderella!”（1969)の主役に選ばれ、この頃ロサンゼルスに移住するためグリーンカードを取得し、アメリカ映画”The Todd Killings”(1971)でスクリーンデビューした。
しばらく「ベリンダ・J・モンゴメリー」とクレジットされていたが、数秘術の占いで『この名前は不運な事故に遭う』と助言を受けたため1980年頃からミドルネームの「J」を外した。
1977年の「アトランティスから来た男」の博士役、1984年の「特捜刑事マイアミ・バイス」の主人公の妻役、1989年の「天才少年ドギー・ハウザー」のドギーの母親役などで有名になった。マイアミ・バイスのオファーを受けたとき、プロデューサーのアンソニー・ヤーコヴィックに「ドン・ジョンソンの元カノの1人なんかになりたくない。女刑事の役はないの？」と愚痴をこぼしたところ「元カノではなく彼の奥さんだよ」と笑われたという。ドギー・ハウザーの終了後はテレビドラマへの単発的なゲスト出演が続いた。
2000年代に入ると高齢の両親の世話をするため俳優業から距離を置いた。2005年に母親が亡くなり、子供の頃から続けてきた絵画に専念しようと美術学校に通い始めた。近年では「トロン: レガシー」(2010)でジェフ・ブリッジスの母親役を演じた(モンゴメリーとブリッジスは同い年である)。
2013年、B・モンゴメリーのペンネームで執筆した短編小説 "St. Patrick of the Pineapple”(パイナップルの聖パトリック)をオンラインのコンテストに出品し優勝した。現在は美術作家として活動中である。

## 主な出演作

### 映画
| 公開年 放映年 | 邦題 原題                                                                  | 役名                   | 備考             |
| ------------- | -------------------------------------------------------------------------- | ---------------------- | ---------------- |
| 1969          | 悪の祭典 Rituar of Evil                                                    | ルーイ・ウィレイ       |                  |
| 1971          | 辺境の谷 Lock, Stock and Barrel                                            | ロゼラ・ブリッジマン   |                  |
| 1971          | インディアン大襲撃／突撃！荒野の騎兵隊 The Bravos                          | ヘラー・チェイス       | テレビ映画       |
| 1971          | 女囚の群れ／残酷刑務所の隠された秘密 Women in Chains                       | ミリンダ・カー         | テレビ映画       |
| 1973          | 犯罪クラブ Crime Club                                                      | アン・ドライデン       |                  |
| 1975          | 続・あの空に太陽が The Other Side of the Mountaina Window to the Sky Part2 | オウドラ・ジョー       | テレビ映画       |
| 1976          | ブレーキング・ポイント Breaking Point                                      | ディアナ・マクベイン   | テレビ映画       |
| 1977          | 戦慄！病院襲撃 The Hostage Heart                                           | フィオナ               | テレビ映画       |
| 1979          | 伝説のボクサー／ロッキー・マルシアーノ Marchiano                           | バーバラ・マルシアーノ | テレビ映画       |
| 1979          | コールド・スナイパー／売春婦連続殺人 Stone Cold Dead                       | ミニー・ヘイル         | テレビ映画       |
| 1983          | パニック・イン・ホスピタル Uncommon Valor                                  | ジョーン               | テレビ映画       |
| 1984          | サイレント・キラー／白い狂気 Silent Madness                                | Dr.ジョーン・ギルモア  | テレビ映画       |
| 1986          | ラスベガス大捜査線 Stark: THE Mirror Image                                 | クレア・グレーブス     | テレビ映画       |
| 1998          | ダーティ・シークレット Dirty Little Secret                                 | ジーナ                 | テレビ映画       |
| 2000          | スケアクロウ～踊るかかしの物語～ The Scarecrow                             | ポリー                 | アニメの声の出演 |
| 2010          | トロン: レガシー The Streets of San Francisco                              | フリン                 |                  |

### テレビ番組
| 放映年    | 邦題 原題                                                 | 役名                                      | 備考                     |
| --------- | --------------------------------------------------------- | ----------------------------------------- | ------------------------ |
| 1967-1968 | Barney Boomer                                             | Susan                                     | レギュラー               |
| 1969      | バージニアン The Virginian                                | パグ・ハルステッド                        | 1エピソード              |
| 1970      | 鬼警部アイアンサイド Ironside                             | マーラ・カードウェル                      | 1エピソード              |
| 1971,1972 | FBIアメリカ連邦警察 The F.B.I                             | マーゴ、ウェンディ                        | 2エピソード              |
| 1972      | 西部二人組 Alias Smith and Jones                          | ペニー・ローチ                            | 1エピソード              |
| 1972      | 探偵キャノン Cannon                                       | アン・ヘミング                            | 1エピソード              |
| 1972      | マニックス Mannix                                         | スーザン・グラハム                        | 1エピソード              |
| 1972      | ウィーン諜報網 Assignment: Vienna                         | ジュリー・ヘイズ                          | 1エピソード              |
| 1974      | 弁護士ペトロチェリー Petrocelli                           | バーバラ・ホートン                        | 1エピソード              |
| 1974      | 名探偵ジョーンズ Barnaby Jones                            | エイミー・パートリッジ                    | 1エピソード              |
| 1974      | 爆走トラック16トン Movin' On                              | アンナ・ホフナー                          | 1エピソード              |
| 1973,1975 | サンフランシスコ捜査線 The Streets of San Francisco       | カレン・ピアソン スーザン・ハワード       | 2エピソード              |
| 1977      | アトランティスから来た男 Man from Atlantis                | エリザベス・メリル博士                    | レギュラー               |
| 1977      | 特報記者キングストン Kingston: Confidential               | オリヴィア                                | 1エピソード              |
| 1977      | 特捜隊長エバーズ Most Wanted                              | アン・デル                                | 1エピソード              |
| 1978      | 事件記者ルー・グラント Lou Grant                          | キャロル                                  | 1エピソード              |
| 1978      | Dr.刑事クインシー Quincy M.E.                             | ボニー・デマルコ                          | 1エピソード              |
| 1979      | 特捜警部アイシャイド Eischied                             | ジョイス                                  | 1エピソード              |
| 1980      | ファンタジーアイランド Fantasy Island                     | ミニー・ヘイル                            | 1エピソード              |
| 1980      | Dr.トラッパー サンフランシスコ病院物語 Trapper John, M.D. | ダービー・シェルドン                      | 1エピソード              |
| 1982      | 白バイ野郎ジョン&パンチ CHiPs                             | エイリーン・プライス                      | 1エピソード              |
| 1983,1985 | パトカー・アダム30 T.J.Fooker                             | サンディ・ロバーツ ローラ・ディートリック | 2エピソード              |
| 1984      | マイコン大作戦 Whiz Kids                                  | ジュディ・ハバード                        | 1エピソード              |
| 1984      | ブルーサンダー Blue Thunder                               | Dr.ニール・リンゼイ                       | 1エピソード              |
| 1984      | 私立探偵マグナム Magunum, P.I.                            | フラニー・ハドル                          | 1エピソード              |
| 1984-1989 | 特捜刑事マイアミ・バイス Miami Vice                       | キャロライン・クロケット                  | 準レギュラー 5エピソード |
| 1985      | ジェシカおばさんの事件簿 Murder, She Wrote                | パメラ・クレイン                          | 1エピソード              |
| 1985      | リップタイド探偵24時 Riptide                              | レイニー・チャンバーズ                    | 1エピソード              |
| 1985      | 驚異のスーパー・バイク ストリートホーク Street Hawk       | ステファニー・クレイグ                    | 1エピソード              |
| 1985      | ザ・ヒッチハイカー The Hitchhiker                         | カーラ・マグナソン                        | 1エピソード              |
| 1989      | 夜の大捜査線 In The Heat of the Night                     | ノラ・ウォーマック                        | 1エピソード              |
| 1989-1993 | 天才少年ドギー・ハウザー Doogie Howser, M.D.              | キャサリン・ハウザー                      | レギュラー               |
| 1993      | L.A.ロー 七人の弁護士 L.A.Law                             | ジェシカ・ウィルトン                      | 1エピソード              |
| 1995      | 新・バークにまかせろ Burke's Law                          | ケリー・ピーターソン                      | 1エピソード              |
| 2002      | 犯罪捜査官ネイビーファイル JAG                            | フライヤー艦長                            | 1エピソード              |
| 2005      | ゴースト 〜天国からのささやき Ghost Whisperer             | アーシュラ・ヒリアード                    | 1エピソード              |